# Anthony Braxton/Diskografie
Diese Diskografie ist eine Übersicht über die veröffentlichten Tonträger des Jazzmusikers und Komponisten Anthony Braxton. Sie umfasst seine Alben unter eigenem Namen (Abschnitt 1), seine Mitwirkung bei kollaborativen Bandprojekten (Abschnitt 2) und seine Mitwirkungen als Musiker bei weiteren Produktionen (Abschnitt 3). Des Weiteren sind eine Auswahl an Kompilationen und der Aufnahmen seiner Kompositionen durch andere Ensembles gelistet. Nach Angaben des Diskografen Tom Lord war er zwischen 1967 und 2021 an 468 Aufnahmesessions beteiligt.

## Alben unter eigenem Namen
Dieser Abschnitt listet die von Anthony Braxton veröffentlichten Tonträger chronologisch nach Erscheinungsjahr. Enthalten sind hier auch die Aufnahmen seiner Kompositionen, sofern sie auf seinem Label New Braxton House erschienen sind.

### 1968–1979
Nach einem Aufenthalt in Paris 1969 zog Braxton in den 1970er-Jahren nach New York und nahm in diesem Jahrzehnt eine Reihe ambitionierter Alben u. a. für das Major-Label Arista auf, darunter New York, Fall 1974 und Creative Orchestra Music 1976. Außerdem unterhielt er ein Quartett mit Dave Holland und Barry Altschul – und erschien auf Hollands bahnbrechendem Debütalbum Conference of the Birds. In dieser Zeit trat er auch mit zahlreichen Künstlern auf, darunter mit der italienischen freien Improvisationsgruppe Musica Elettronica Viva, dem Gitarristen Derek Bailey und im Duett mit dem Schlagzeuger Max Roach (Birth & Rebirth).
Wie diese Bandbreite vermuten lässt, war Braxton als Komponist und Saxophonist nie daran interessiert, sich nur mit der Abstammung von früheren Jazzikonen zu befassen, schrieb Seth Colter Walls. Braxton wollte Idiome synthetisieren, und im Laufe der Jahre bezog sich seine Musik auf so unterschiedliche Künstler wie Philip Glass und Karlheinz Stockhausen; wie letzterer schrieb Braxton ein Stück für vier Orchester; es wurde 1978 von Arista in gekürzter Form veröffentlicht.
| Album                                   | Musiklabel           | rec     | VÖ   | Anmerkungen                                                                                                 |
| --------------------------------------- | -------------------- | ------- | ---- | --- |
| 3 Compositions of New Jazz              | Delmark Records      | 1968    | 1968 | mit Muhal Richard Abrams, Wadada Leo Smith, Leroy Jenkins                                                   |
| B-X0 NO-47A                             | BYG Actuel           | 1969    | 1969 | mit Leo Smith, Leroy Jenkins, Steve McCall                                                                  |
| This Time...                            | BYG Actuel           | 1970    | 1970 | mit Leo Smith, Leroy Jenkins, Steve McCall                                                                  |
| Recital Paris 71                        | Futura Records       | 1971    | 1971 | |
| For Alto                                | Delmark Records      | 1971    | 1971 | |
| Saxophone Improvisations Series F.      | America Records      | 1972    | 1972 | |
| Dona Lee <sic>                          | America Records      | 1972    | 1972 | |
| Town Hall 1972                          | Trio Records         | 1972    | 1972 | David Holland, Phillip Wilson, Barry Altschul, John Stubblefield, Jeanne Lee (in verschiedenen Besetzungen) |
| The Complete Braxton                    | Freedom              | 1971    | 1973 | mit Kenny Wheeler, Dave Holland, Barry Altshul, bzw. Chick Corea bzw. London Tuba Ensemble                  |
| Four Compositions (1973)                | Columbia             | 1973    | 1973 | mit Keiki Midorikawa, Hozumi Tanaka, Masahiko Satō                                                          |
| Trio and Duet                           | Sackville Recordings | 1974?   | 1974 | mit Dave Holland, Leo Smith bzw. Richard Teitelbaum.                                                        |
| In the Tradition                        | SteepleChase Records | 1974    | 1974 | mit Niels-Henning Ørsted Pedersen, Tete Montoliu                                                            |
| Quartet Live at Moers New Jazz Festival | Ring                 | 1974    | 1974 | mit Dave Holland, Barry Altschul, Kenny Wheeler                                                             |
| New York, Fall 1974                     | Arista Records       | 1974    | 1975 | verschiedene Besetzungen                                                                                    |
| Five Pieces 1975                        | Arista               | 1975    | 1975 | Dave Holland, Barry Altschul, Kenny Wheeler                                                                 |
| Creative Orchestra Music 1976           | Arista               | 1976    | 1976 | |
| Solo – Live at Moers Festival           | Ring Records         | 1974    | 1976 | |
| In the Tradition Volume 2               | SteepleChase         | 1974    | 1976 | NHØP, Tootie Heath                                                                                          |
| Duets 1976                              | Arista               | 1976    | 1976 | mit Muhal Richard Abrams                                                                                    |
| RBN----3° K12 (Pour Orchestre)          | Ring Records         | 1972    | 1977 | Anthony Braxton Creative Music Orchestra                                                                    |
| The Montreux / Berlin Concerts          | Arista               | 1975–77 | 1977 | verschiedene Besetzungen auch unter Anthony Braxton – Live bei RCA/Bluebird veröffentlicht                  |
| For Trio                                | Arista               | 1977    | 1978 | mit Henry Threadgill, Douglas Ewart bzw. Joseph Jarman, Roscoe Mitchell                                     |
| For Four Orchestras                     | Arista               | 1978    | 1978 | mit vier Sinfonieorchestern                                                                                 |
| Alto Saxophone Improvisations 1979      | Arista               | 1978/79 | 1979 | |

### 1980–1989
Ab den späten 1970er-Jahren gehörten John Lindberg, Thurman Barker und Ray Anderson zu den festen Bestandteilen seiner Gruppen. Des Weiteren erfolgten Duo-Einspielungen mit Roscoe Mitchell, Richard Teitelbaum, John Lindberg, sowie Aufnahmen mit Wadada Leo Smith und Woody Shaw. Im weiteren Verlauf dieses Jahrzehnts standen dann seine Aktivitäten mit seinem neuen Quartett, mit Marilyn Crispell, Mark Dresser und Gerry Hemingway im Vordergrund, außerdem Ensemble-Aufnahmen seiner Kompositionen.
| Album                                            | Musiklabel        | rec     | VÖ   | Anmerkungen                                                                                 |
| ------------------------------------------------ | ----------------- | ------- | ---- | ------------------------------------------------------------------------------------------- |
| Seven Compositions 1978                          | Moers Music       | 1978    | 1980 | John Lindberg, Thurman Barker                                                               |
| Steps Out                                        | Freedom           | 1980?   | 1980 |                                                                                             |
| Performance 9/1/79                               | HatHut Records    | 1979    | 1980 | John Lindberg, Thurman Barker, Ray Anderson                                                 |
| Composition 98                                   | hatART            | 1981    | 1981 | mit Marilyn Crispell, Ray Anderson, Hugh Ragin                                              |
| Six Compositions: Quartet                        | Antilles          | 1981    | 1982 | Mark Helias, Ed Blackwell, Anthony Davis                                                    |
| Four Compositions (Quartet) 1983                 | Black Saint       | 1983    | 1983 | George Lewis, John Lindberg, Gerry Hemingway                                                |
| Composition 113                                  | Sound Aspects     | 1984    | 1984 |                                                                                             |
| Six Compositions (Quartet) 1984                  | Black Saint       | 1984    | 1985 |                                                                                             |
| Seven Standards 1985, Volume I                   | Magenta           | 1985    | 1985 | Hank Jones, Rufus Reid, Victor Lewis                                                        |
| Seven Standards 1985, Volume II                  | Magenta           | 1985    | 1986 | dto.                                                                                        |
| Anthony Braxton · Robert Schumann String Quartet | sound aspects     | 1979    | 1986 |                                                                                             |
| Quartet (London) 1985                            | Leo Records       | 1985    | 1986 | Marilyn Crispell, Mark Dresser, Gerry Hemingway                                             |
| Five Compositions (Quartet) 1986                 | Black Saint       | 198     | 1986 | Mark Dresser, Gerry Hemingway, David Rosenboom                                              |
| Six Monk’s Compositions (1987)                   | Black Saint       | 1987    | 1988 | Buell Neidlinger, Bill Osborne, Mal Waldron                                                 |
| Seven Compositions (Trio) 1989                   | hatART            | 1989    | 1989 | Adelhard Roidinger, Tony Oxley                                                              |
| Ensemble (Victoriaville) 1988                    | Les Disques Victo | 1988    | 1989 | mit Joëlle Léandre, Gerry Hemingway, Evan Parker, George Lewis, Paul Smoker, Bobby Naughton |
| 19 [Solo] Compositions, 1988                     | New Albion        | 1988    | 1989 |                                                                                             |
| Composition No. 96                               | Leo               | 1988    | 1989 |                                                                                             |
| Compositions 99, 101, 107 & 139                  | hatART            | 1982–88 | 1989 |                                                                                             |

### 1990–1999
In diesem Jahrzehnt spielte Braxton weitere Alben für HatHut Records ein wie etwa sein Charlie Parker Project, weitere für die Independent-Label Sound aspects, Black Saint und Music & Arts Program of America, Leo und Splasc(h) Records. Sein erstes unabhängiges Label mit dem Namen Braxton House debütierte 1996. Braxton nutzte Fördergelder im Zusammenhang mit dem ihm 1984 verliehenen „Genius“-Preis des MacArthur Fellowship, um die erste vollständige Aufnahme einer Braxton-Oper, Trillium R (mit dem Untertitel „Shala Fears for the Poor“) einzuspielen.
| Album                                                                                               | Musiklabel      | rec  | VÖ   | Anmerkungen                                                                                        |
| --------------------------------------------------------------------------------------------------- | --------------- | ---- | ---- | -------------------------------------------------------------------------------------------------- |
| Four Compositions (Solo, Duo & Trio)                                                                | HatHut Records  | 1988 | 1990 | mit Marianne Schroeder, Garrett List                                                               |
| Eight (+3) Tristano Compositions 1989: For Warne Marsh                                              | hatART          | 1989 | 1990 | |
| Prag 1984 (Quartet Performance)                                                                     | Sound Aspects   | 1984 | 1990 | John Lindberg, Gerry Hemingway, Marilyn Crispell                                                   |
| Solo (London) 1988                                                                                  | Impetus Records | 1988 | 1991 | |
| Dortmund (Quartet) 1976                                                                             | hatART          | 1976 | 1991 | mit George Lewis, Dave Holland, Barry Altschul                                                     |
| Quartet (Birmingham) 1985                                                                           | Leo             | 1985 | 1991 | Marilyn Crispell, Mark Dresser, Gerry Hemingway                                                    |
| Eugene (1989)                                                                                       | Black Saint     | 1989 | 1991 | Anthony Braxton with the Northwest Creative Orchestra                                              |
| 2 Compositions (Ensemble) 1989/1991                                                                 | hatART          | 1989 | 1992 | |
| Willisau (Quartet) 1991                                                                             | hatART          | 1991 | 1992 | Marilyn Crispell, Mark Dresser, Gerry Hemingway                                                    |
| Composition No. 165 [For 18 Instruments]                                                            | New Albion      | 1992 | 1992 | University of Illinois Creative Music Orchestra, conducted by Anthony Braxton                      |
| Duets: Hamburg 1991                                                                                 | Music & Arts    | 1991 | 1993 | Anthony Braxton with Peter N. Wilson                                                               |
| Quartet (Coventry) 1985                                                                             | Leo             | 1985 | 1993 | Marilyn Crispell, Mark Dresser, Gerry Hemingway                                                    |
| 4 (Ensemble) Compositions 1992                                                                      | Black Saint     | 1992 | 1993 | |
| Wesleyan (12 Altosolos) 1992                                                                        | hatART          | 1992 | 1993 | |
| Composition No 174 (For Ten Percussionists, Slide Projections, Constructed Environment and Tape)    | Leo             | 1994 | 1994 | |
| Anthony Braxton´s Charlie Parker Project 1993                                                       | hatART          | 1993 | 1995 | |
| Creative Orchestra (Köln) 1978                                                                      | hatART          | 1978 | 1995 | |
| Duo (Leipzig) 1993                                                                                  | Music & Arts    | 1993 | 1995 | Anthony Braxton with Ted Reichman                                                                  |
| Solo Piano (Standards) 1995                                                                         | No More         | 1995 | 1995 | |
| Knitting Factory (Piano/Quartet) 1994, Vol. 1                                                       | Leo             | 1994 | 1995 | mit Marty Ehrlich, Joe Fonda, Pheeroan AkLaff                                                      |
| Sextet (Istanbul) 1996                                                                              | Braxton House   | 1995 | 1996 | Ted Reichman, Joe Fonda, Kevin Norton, Roland Dahinden, Jason Hwang                                |
| Tentet (New York) 1996                                                                              | Braxton House   | 1996 | 1996 | |
| Piano Quartet, Yoshi's 1994                                                                         | Music & Arts    | 1994 | 1996 | Marty Ehrlich, Joe Fonda, Art Fuller                                                               |
| Composition No. 102 (For Orchestra & Puppet Theatre)                                                | Braxton House   | 1996 | 1996 | The Wesleyan Creative Orchestra                                                                    |
| Composition No- 173 for 4 Actors, 14 Instrumentalists Constructed Environment and Video Projections | Black Saint     | 1994 | 1996 | |
| Quartet (Santa Cruz) 1993                                                                           | hatART          | 1993 | 1997 | Marilyn Crispell, Mark Dresser, Gerry Hemingway                                                    |
| Octet (New York) 1995                                                                               | Braxton House   | 1995 | 1997 | Ted Reichman, Andre Vida, Joe Fonda, Kevin Norton, Jason Kao Hwang, Brandon Evans, Roland Dahinden |
| Four Compositions (Quartet) 1995                                                                    | Braxton House   | 1995 | 1997 | Ted Reichman, Joe Fonda, Kevin Norton                                                              |
| Ensemble (New York) 1995                                                                            | Braxton House   | 1995 | 1997 | |
| Compositions No. 10 & No. 16 (+101)                                                                 | hatART          | 1997 | 1998 | Michael Cameron, Gene Coleman, Carrie Biolo                                                        |
| News from the 70s (Solos, Duo, Quartets)                                                            | Musica Jazz     | –    | 1998 | |
| Small Ensemble Music (Wesleyan) 1994                                                                | Splasc(h)       | 1994 | 1999 | |
| Four Compositions (Washington, D.C.) 1998                                                           | Braxton House   | 1998 | 1999 | |
| Trillium R                                                                                          | Braxton House   | 1996 | 1999 | |
| Composition No. 94 for Three Instrumentalists (1980)                                                | Golden Years    | 1980 | 1999 | James Emery, Ray Anderson                                                                          |

### 2000–2009
Nachdem das Braxton-House-Label Anfang der 2000er-Jahre eine Zeit lang inaktiv war, reaktivierte es Braxton und die Tri-Centric Foundation 2011 – inzwischen unter dem Namen New Braxton House. Seitdem hat die Organisation dem unabhängigen Produktionsplan des Künstlers weitere Boxsets und zahlreiche, ausschließlich digitale Alben hinzugefügt. Zu den Veröffentlichungen gehört ein Rückblick auf eines von Braxtons Bebop-Projekten, wie das umfassende 11-CD-Album mit dem Titel Sextet (Parker) 1993; es erweitert die zuvor veröffentlichte Zwei-CD-Version namens Anthony Braxton’s Charlie Parker Project (1995). Weitere herausragende Alben dieser Phase waren Quartet 2006: Ghost Trance Music and Creative Orchestra: Bolzano 2007, Sextet (Istanbul) 1996 und Trillium R: Composition 162
| Album                                                         | Musiklabel               | rec   | VÖ   | Anmerkungen |
| ------------------------------------------------------------- | ------------------------ | ----- | ---- | --- |
| Eight Compositions (Quintet) 2001                             | CIMP                     | 2002  | 2001 | Richard A. McGhee III, Sipho Robert Bellinger, Alvin Benjamin Carter, Jr. (Babafemi), Alvin Benjamin Carter, Sr. (Abubakar) |
| Knitting Factory (Piano/Quartet) 1994, Vol. 2                 | Leo                      | 1994  | 2000 | Marty Erlich, Joe Fonda, Pheeroan AkLaff                                                                                    |
| 10 [Solo Bagpipe] Compositions 2000                           | Parallactic Recordings   | 2000  | 2000 | |
| Composition No. 249                                           | –                        | 2000  | 2000 | Anthony Braxton / Brandon Evans                                                                                             |
| Jazz Festival – Ljubljana 2000                                | Trakulja                 | 2000? | 2000 | ? |
| Quintet (Basel) 1977                                          | hatOLOGY                 | 1977  | 2001 | George Lewis, Mark Helias, Muhal Richard Abrams, Charles Bobo Shaw                                                          |
| Composition N. 247                                            | Leo                      | 2000  | 2001 | mit James Fei |
| Four Compositions (Duets) 2000                                | CIMP                     | 2000  | 2001 | Anthony Braxton with Alex Horwitz                                                                                           |
| Composition N. 169 + (186 + 206 + 214)                        | Leo                      | 2000  | 2001 | mit James Fei, Slovenia Radio Orchestra                                                                                     |
| Nine Compositions (Hill) 2000                                 | CIMP                     | 2000  | 2001 | Steve Lehman, Andy Eulau, Kevin Norton, Kevin O’Neil, Paul Smoker                                                           |
| Solo (Koln) 1978                                              | Golden Years of New Jazz | 1978  | 2002 | |
| Solo (NYC) 2002                                               | Parallactic Recordings   | 2002  | 2002 | |
| Ninetet (Yoshi's) 1997 Vol. 1                                 | Leo Records              | 1997  | 2002 | Jackson Moore, James Fei, Joe Fonda, Kevin Norton, Kevin O’Neil, J. D. Parran, Andre Vida, Brandon Evans                    |
| Four Compositions (GTM) 2000                                  | Delmark Records          | 2000  | 2003 | Keith Witty, Noam Schatz, Kevin Uehlinger                                                                                   |
| Solo (Milano) 1979 Vol. 1                                     | Golden Years of New Jazz | 1979  | 2003 | |
| Two Compositions (Trio) 1998                                  | Leo Records              | 1998  | 2003 | David Novak, Chris Jonas, Seth Misterka, Jackson Moore                                                                      |
| Ninetet (Yoshi's) 1997 Vol. 2                                 | Leo Records              | 1997  | 2003 | s. o. |
| Solo (Skopje) 1995                                            | Braxton House            | 1995  | 2003 | |
| 23 Standards (Quartet) 2003                                   | Leo Records              | 2003  | 2004 | Andy Eulau, Kevin O’Neil, Kevin Norton´                                                                                     |
| Solo (Milano) 1979 Vol. 2                                     | Golden Years of New Jazz | 1979  | 2004 | |
| Six Compositions (Ghost Trance Music) 2001                    | Rastascan Records        | 2001  | 2004 | |
| Six Standards (Quintet) 1996                                  | Splasc(H) Records        | 1996  | 2005 | Anthony Braxton With Dave Douglas                                                                                           |
| 20 Standards (Quartet) 2003                                   | Leo                      | 2003  | 2005 | |
| Quintet (London) 2004 (Live at the Royal Festival Hall)       | Leo                      | 2004  | 2005 | |
| Sextet (Victoriaville) 2005                                   | Victo                    | 2005  | 2005 | Chris Dahlgren, Aaron Siegel, Taylor Ho Bynum, Jay Rozen, Jessica Pavone                                                    |
| Ninetet (Yoshi's) 1997 Vol. 3                                 | Leo                      | 1997  | 2005 | |
| 4 Compositions (Ulrichsberg) 2005 Phonomanie VIII             | Leo Records              | 2005  | 2005 | |
| 4 Compositions (Ulrichsberg) 2005 Phonomanie VIII             | Leo                      | 2005  | 2006 | |
| Composition No. 175, Composition No. 126 Trillium-Dialogues M | Leo                      | 1994  | 2006 | Anthony Braxton With The Creative Jazz Orchestra                                                                            |
| 9 Compositions (Iridium) 2006                                 | Firehouse 12 Records     | 2006  | 2007 | |
| Solo (Pisa) 1982                                              | Golden Years of New Jazz | 1982  | 2007 | |
| 12+1tet (Victoriaville) 2007                                  | Victo                    | 2007  | 2007 | |
| Solo Live at Gasthof Heidelberg Loppem 2005                   | Locus                    | 2005  | 2007 | |
| Solo Willisau                                                 | Intakt                   | 2003  | 2007 | |
| Ninetet (Yoshi's) 1997 Vol. 4                                 | Leo                      | 1997  | 2007 | |
| Trio (Glasgow) 2005                                           | Leo                      | 2005  | 2007 | Taylor Ho Bynum, Tom Crean                                                                                                  |
| Quartet (GTM) 2006                                            | Important                | 2006  | 2008 | Carl Testa, Aaron Siegel, Max Heath                                                                                         |
| Quartet (Moscow) 2008                                         | Leo                      | 2008  | 2008 | Katherine Young, Taylor Ho Bynum, Mary Halvorson                                                                            |

### 2010–2025
Mittlerweile hatte Braxton seine eigene Plattform für Veröffentlichungen aufgebaut. Glücklicherweise fiel diese Ära der Selbstvermarktung mit einer besonders fruchtbaren Schaffensperiode zusammen – eine, in der er häufig zwischen experimentellen Opern und Improvisationen in kleinen Gruppen (wie etwa dem Diamond Curtain Wall Quartet) wechselte und auch in der neue Kompositionssysteme debütierten, schrieb Seth Colter Walls. Ein weiteres Zeichen seiner unermüdlichen Kreativität sei, dass Braxton auch weiterhin ein paar Alben auf anderen Label erscheinen lässt.
2013 wurde Braxton der Doris Duke Performing Artist Award für sein Lebenswerk im Jazz verliehen. Im selben Jahr zog sich Braxton von der Lehrtätigkeit an der Wesleyan-Fakultät zurück. Seitdem ist ihm sowohl live als auch im Studio mit Alben wie dem umfangreichen Box Quintet (Tristano) 2014 und mit Solo (Victoriaville) 2017 eine wichtige Präsenz geblieben.
| Album                                                           | Musiklabel              | rec  | VÖ   | Anmerkungen                                                                                           |
| --------------------------------------------------------------- | ----------------------- | ---- | ---- | --- |
| 19 Standards (Quartet) 2003                                     | Leo                     | 2003 | 2010 | Andy Eulau, Kevin O’Neil, Kevin Norton                                                                |
| GTM (Outpost) 2003                                              | Leo                     | 2003 | 2010 | Chris Jonas, Molly Sturges (tracks: 2-1 to 2-11)                                                      |
| Quartet (Mestre) 2008                                           | Caligola                | 2008 | 2010 | Diamond Curtain Wall Quartet                                                                          |
| Septet (Pittsburgh) 2008                                        | New Braxton House       | 2008 | 2011 | Testa, Siegel, Bynum, Halvorson, Rozen, Pavone                                                        |
| Sextet (Philadelphia) 2005 – Part I                             | New Braxton House       | 2008 | 2011 | Testa, Bynum, Siegel, Rozen, Pavone                                                                   |
| Sextet (Philadelphia) 2005 – Part II                            | New Braxton House       | 2008 | 2011 | Testa, Bynum, Siegel, Rozen, Pavone                                                                   |
| Three Orchestras (GTM) 1998 – Part I                            | New Braxton House       | 1998 | 2011 | |
| Three Orchestras (GTM) 1998 – Part II                           | New Braxton House       | 1998 | 2011 | |
| Sextet (Boston) 2005 – Part I                                   | New Braxton House       | 2005 | 2011 | Testa, Bynum, Siegel, Rozen, Jessica Pavone                                                           |
| Sextet (Boston) 2005 – Part II                                  | New Braxton House       | 2005 | 2011 | Testa, Bynum, Siegel, Rozen, Pavone                                                                   |
| Solo (Allentown) 1991 – Set 1                                   | New Braxton House       | 1991 | 2011 | |
| Solo (Allentown) 1991 – Set 2                                   | New Braxton House       | 1991 | 2011 | |
| Quartet (Mannheim) 2010                                         | New Braxton House       | 2010 | 2011 | – André Vida, Taylor Ho Bynum, Mary Halvorson                                                         |
| Trio (Wesleyan) 2005                                            | New Braxton House       | 2005 | 2011 | Taylor Ho Bynum, Tom Crean                                                                            |
| Sax Quintet (Middletown) 1998 – Part I                          | New Braxton House       | 1998 | 2011 | Steve Lehman, James Fei, Christopher Jonas, Brian Glick                                               |
| Sax Quintet (Middletown) 1998 – Part II                         | New Braxton House       | 1998 | 2011 | Steve Lehman, James Fei, Christopher Jonas, Brian Glick                                               |
| Two Compositions (Festival of New Trumpet Music) 2007           | New Braxton House       | 2007 | 2011 | |
| Tentet (Antwerp) 2000 Part I                                    | New Braxton House       | 2000 | 2011 | |
| Tentet (Antwerp) 2000 Part II                                   | New Braxton House       | 2000 | 2011 | |
| Composition No. 19 (For 100 Tubas)                              | New Braxton House       | 2006 | 2011 | |
| Trillium E: Wallingford's Polarity Gambit – Composition No. 237 | New Braxton House       | 2010 | 2011 | Wallingford’s Polarity Gambit – Composition No. 237                                                   |
| Ensemble (Pittsburgh) 2008                                      | SSS                     | 2008 | 2011 | Anthony Braxton and The Three Rivers Tri-Centric Ensemble                                             |
| Solo (France) 1971                                              | Braxton Bootleg         | 1971 | 2011 | Steve McCall, Wadada Leo Smith, Leroy Jenkins                                                         |
| Quartet (Paris) 1969                                            | Braxton Bootleg         | 1969 | 2011 | Steve McCall, Wadada Leo Smith, Leroy Jenkins                                                         |
| Quartet (Avignon) 1974                                          | Braxton Bootleg         | 1974 | 2011 | Kenny Wheeler, Dave Holland, Barry Altschul                                                           |
| Quartet (Bremen) 1975                                           | Braxton Bootleg         | 1975 | 2011 | Kenny Wheeler, Dave Holland, Barry Altschul                                                           |
| Quartet (Graz) 1976                                             | Braxton Bootleg         | 1976 | 2011 | George Lewis, Dave Holland, Barry Altschul                                                            |
| Orchestra (Paris) 1978                                          | Braxton Bootleg         | 1978 | 2011 | |
| Solo (Austin) 1978                                              | Braxton Bootleg         | 1978 | 2011 | |
| Solo (Brussels) 1985                                            | Braxton Bootleg         | 1985 | 2011 | |
| Duo (Verona) 1989                                               | Braxton Bootleg         | 1989 | 2011 | mit Max Roach                                                                                         |
| Orchestra (Pisa) 1980                                           | Braxton Bootleg         | 1980 | 2011 | |
| Quartet (Karlsruhe) 1983                                        | Braxton Bootleg         | 1983 | 2011 | Marilyn Crispell, Ray Anderson, Paul Smoker                                                           |
| Quintet (New York) 1975                                         | Braxton Bootleg         | 1975 | 2011 | Dave Holland, Barry Altschul, Richard Teitelbaum, Kenny Wheele                                        |
| Orchestra (Los Angeles) 1992                                    | Braxton Bootleg         | 1992 | 2011 | |
| Solo (Kent) 1979                                                | Braxton Bootleg         | 1979 | 2011 | |
| Duo (Belfort) 1985                                              | Braxton Bootleg         | 1985 | 2011 | mit Richard Teitelbaum                                                                                |
| Quartet (New York) 1993 – Set 1                                 | Braxton Bootleg         | 1993 | 2011 | Marilyn Crispell, Mark Dresser, Gerry Hemingway                                                       |
| Quartet (New York) 1993 – Set 2                                 | Braxton Bootleg         | 1993 | 2011 | dto.                                                                                                  |
| GTM (Knitting Factory) 1997 Vol. 1                              | New Braxton House       | 1997 | 2011 | Kevin O’Neil, Kevin Norton, Gregor Kitzis                                                             |
| GTM (Knitting Factory) 1997 Vol. 2                              | New Braxton House       | 1997 | 2011 | Kevin O’Neil, Kevin Norton, Gregor Kitzis                                                             |
| Composition 30                                                  | New Braxton House       | 2011 | 2011 | Piano Cory Smythe                                                                                     |
| Sextet (Molde) 2005                                             | New Braxton House       | 2005 | 2011 | Chris Dahlgren, Taylor Ho Bynum, Aaron Siegel, Jay Rozen, Jessica Pavone                              |
| Sextet (Piacenza) 2007                                          | New Braxton House       | 2007 | 2012 | Chris Dahlgreen, Taylor Ho Bynum, Aaron Siegel, Jay Rozen, Jessica Pavone                             |
| Tentet (Wesleyan) 1999 Part I                                   | New Braxton House       | 1999 | 2012 | |
| Sextet (Philadelphia) 2005 – Part I                             | New Braxton House       | 2005 | 2012 | Taylor Ho Bynum, Aaron Siegel, Jay Rozen, Carl Testa                                                  |
| Tentet (Wesleyan) 1999 Part II                                  | New Braxton House       | 1999 | 2012 | |
| Sextet (Philadelphia) 2005 – Part II                            | New Braxton House       | 2005 | 2012 | |
| GTM (Iridium) 2007 Volume 1 – Set 1                             | New Braxton House       | 2007 | 2012 | Carl Testa, Taylor Ho Bynum, Nicole Mitchell, Mary Halvorson, Aaron Siegel, Jay Rozen, Jessica Pavone |
| Quintet (Tristano) 1997                                         | New Braxton House       | 1997 | 2012 | Jackson Moore, Chris Lightcap, Michael Szekely, Andre Vida                                            |
| GTM (Iridium) 2007 Volume 1 – Set 2                             | New Braxton House       | 2007 | 2012 | Aaron Siegel, Anthony Braxton, Carl Testa, Jay Rozen, Jessica Pavone, Mary Halvorson, Taylor Ho Bynum |
| GTM (Iridium) 2007 Volume 2 – Set 2                             | New Braxton House       | 2007 | 2012 | Aaron Siegel, Anthony Braxton, Carl Testa, Jay Rozen, Jessica Pavone, Mary Halvorson, Taylor Ho Bynum |
| GTM (Iridium) 2007 Volume 4 – Set 1                             | New Braxton House       | 2007 | 2012 | Aaron Siegel, Anthony Braxton, Carl Testa, Jay Rozen, Jessica Pavone, Mary Halvorson, Taylor Ho Bynum |
| GTM (Iridium) 2007 Volume 4 – Set 2                             | New Braxton House       | 2007 | 2012 | Aaron Siegel, Anthony Braxton, Carl Testa, Jay Rozen, Jessica Pavone, Mary Halvorson, Taylor Ho Bynum |
| Quartet (Wilhelmshaven) 1979 – Part 1                           | Braxton Bootleg         | 1979 | 2012 | Ray Anderson, John Lindberg, Thurman Barker                                                           |
| Quartet (Wilhelmshaven) 1979 – Part 2                           | Braxton Bootleg         | 1979 | 2012 | Ray Anderson, John Lindberg, Thurman Barker                                                           |
| Duo (Zurich) 1984                                               | Braxton Bootleg         | 1984 | 2012 | mit Günter Baby Sommer                                                                                |
| Trio (Pisa) 1982                                                | Braxton Bootleg         | 1982 | 2012 | Drek Bailey, George Lewis                                                                             |
| Creative Orchestra (Portland) 1989 – Part 1                     | Braxton Bootleg         | 1989 | 2012 | |
| Creative Orchestra (Portland) 1989 – Part 2                     | Braxton Bootleg         | 1989 | 2012 | |
| Quartet (Mulhouse) 1983                                         | Braxton Bootleg         | 1983 | 2012 | John Lindberg, Gerry Hemingway, Marilyn Crispell                                                      |
| Solo (Wesleyan) 2005                                            | New Braxton House       | 2005 | 2012 | |
| Alumni Orchestra (Wesleyan) 2005                                | New Braxton House       | 2005 | 2012 | |
| Syntactical GTM Choir (NYC) 2011                                | New Braxton House       | 2011 | 2012 | |
| Creative Music Orchestra (NYC) 2011                             | New Braxton House       | 2011 | 2012 | |
| Echo Echo Mirror House (NYC) 2011                               | New Braxton House       | 2011 | 2012 | |
| Solo (Carnegie Hall) 1972                                       | New Braxton House       | 1972 | 2012 | |
| Trio (Wuppertal) 1989 – Part 1                                  | Braxton Bootleg         | 1989 | 2012 | Adelhard Roidinger, Tony Oxley                                                                        |
| Trio (Wuppertal) 1989 – Part 2                                  | Braxton Bootleg         | 1989 | 2012 | Adelhard Roidinger, Tony Oxley                                                                        |
| Tentet (Paris) 2001                                             | New Braxton House       | 2001 | 2013 | |
| Sax Quintet (New York) 1998                                     | New Braxton House       | 1998 | 2013 | Seth Misterka, Jackson Moore, Chris Jonas, James Fei                                                  |
| Trio (NYC) 2011                                                 | New Braxton House       | 2011 | 2013 | Taylor Ho Bynum, Mary Halvorson                                                                       |
| Two Compositions (Orchestra) 2005                               | New Braxton House       | 2005 | 2013 | |
| Echo Echo Mirror House                                          | Les Disques Victo       | 2011 | 2013 | |
| Quartet (FRM) 2007 Vol. 1                                       | New Braxton House       | 2007 | 2013 | Katherine Young, Sally Norris, Erica Dicker                                                           |
| Quartet (FRM) 2007 Vol. 2                                       | New Braxton House       | 2007 | 2013 | Katherine Young, Sally Norris, Erica Dicker                                                           |
| Quartet (FRM) 2007 Vol. 3                                       | New Braxton House       | 2007 | 2013 | Katherine Young, Sally Norris, Erica Dicker                                                           |
| Quartet (FRM) 2007 Vol. 4                                       | New Braxton House       | 2007 | 2013 | Katherine Young, Sally Norris, Erica Dicker                                                           |
| Sextet (FRM) 2007 Vol. 1                                        | New Braxton House       | 2007 | 2013 | Katherine Young, Sally Norris, Erica Dicker sowie Matt Musselman, Dan Peck                            |
| Sextet (FRM) 2007 Vol. 2                                        | New Braxton House       | 2007 | 2013 | Katherine Young, Sally Norris, Erica Dicker, Matt Musselman, Dan Peck                                 |
| Ensemble Montaigne (Bau 4) 2013                                 | Leo Records             | 2013 | 2013 | |
| Solo (Porrentruy) 1978 – 09.23                                  | Braxton Bootleg         | 1978 | 2013 | |
| Quintet (Moers) 1977 – 05.30                                    | Braxton Bootleg         | 1977 | 2013 | George Lewis, Muhal Richard Abrams, Mark Helias, Charles Bobo Shaw                                    |
| Quartet (East Berlin) 1985 – 06.21                              | Braxton Bootleg         | 1985 | 2013 | Jens Saleh, Gerry Hemingway, Marilyn Crispell                                                         |
| Quartet (Sweet Basil) 1985 – 02.11                              | Braxton Bootleg         | 1985 | 2013 | John Lindberg, Gerry Hemingway, Marilyn Crispell                                                      |
| Quartet (Hamburg) 1981 – 01.21                                  | Braxton Bootleg         | 1981 | 2013 | Marilyn Crispell, Ray Anderson, Hugh Ragin                                                            |
| Quartet (London) 1991 – 04.02 – Set 1                           | Braxton Bootleg         | 1991 | 2013 | Mark Dresser, Gerry Hemingway, Marilyn Crispell                                                       |
| Quartet (London) 1991 – 04.02 – Set 2                           | Braxton Bootleg         | 1991 | 2013 | Mark Dresser, Gerry Hemingway, Marilyn Crispell                                                       |
| Quartet (London) 1991 – 04.03 – Set 1                           | Braxton Bootleg         | 1991 | 2013 | Mark Dresser, Gerry Hemingway, Marilyn Crispell                                                       |
| Quartet (London) 1991 – 04.03 – Set 2                           | Braxton Bootleg         | 1991 | 2013 | Mark Dresser, Gerry Hemingway, Marilyn Crispell                                                       |
| Quartet (Warsaw) 2012                                           | For Tune                | 2011 | 2013 | Diamond Curtain Wall Quartet                                                                          |
| Quartet (Salzburg) 1985 - 05.19                                 | Braxton Bootleg         | 1985 | 2014 | John Lindberg, Gerry Hemingway, Marilyn Crispell                                                      |
| Quartet / Quintet (NYC) 2011                                    | New Braxton House       | 2011 | 2013 | mit Falling River Music Quintet (Ingrid Laubrock, Renée Baker, Sara Schoenbeck, Shelley Burgon)       |
| 12 Duets (DCWM) 2012                                            | New Braxton House       | 2012 | 2014 | |
| Composition No. 46 (+168 and Language Music)                    | New Braxton House       | 2014 | 2014 | |
| Composition No. 146 (Moogie and Stetson)                        | New Braxton House       | 2014 | 2014 | |
| Trio (Florence) 1979 - 11.19 - 1                                | Braxton Bootleg         | 1979 | 2015 | Richard Teitelbaum, Ray Anderson                                                                      |
| Trio (Florence) 1979 - 11.19 - 2                                | Braxton Bootleg         | 1979 | 2015 | Richard Teitelbaum, Ray Anderson                                                                      |
| Quartet (Santa Cruz) 1993 - 2nd Set                             | hatOLOGY                | 1993 | 2015 | Mark Dresser, Gerry Hemingway, Marilyn Crispell                                                       |
| Trillium J                                                      | New Braxton House       |      | 2016 | |
| 12 Duets (DCWM) 2014                                            | New Braxton House       | 2014 | 2016 | |
| Quintet (Tristano) 2014                                         | New Braxton House       | 2014 | 2016 | |
| 10+1tet (Knoxville) 2016                                        | Braxton Bootleg         | 2016 | 2016 | |
| Solo (Victoriaville) 2017                                       | Les Disques Victo       | 2017 | 2017 | |
| 12 COMP (ZIM) 2017                                              | Firehouse 12 Records    | 2021 | 2017 | |
| Sextet (Parker) 1993                                            | New Braxton House       | 1993 | 2018 | |
| Quartet (Willisau) 1991, Studio                                 | hatOLOGY                | 1991 | 2018 | Mark Dresser, Gerry Hemingway, Marilyn Crispell                                                       |
| Eight Improvisations (Trio) 2014                                | Tubapede Records        | 2014 | 2018 | Taylor Ho Bynum, Bob Bresnan                                                                          |
| GTM (Syntax) 2017                                               | New Braxton House       | 2017 | 2018 | Vokalensemble                                                                                         |
| Duo (Improv) 2017                                               | New Braxton House       | 2017 | 2020 | mit Eugene Chadbourne                                                                                 |
| Solo in Peitz                                                   | jazzwerkstatt digital   | 2017 | 2020 | |
| Quartet (Standards) 2020                                        | New Braxton House       | 2020 | 2021 | |
| 10 Comp (Lorraine) 2022                                         | New Braxton House       | 2022 | 2024 | |
| Sax QT (Lorraine) 2022                                          | I Dischi di Angelica    | 2022 | 2024 | Anthony Braxton Saxophone Quartet (mit James Fei, Chris Jonas, Ingrid Laubrock bzw. André Vida)       |
| Solo Bern 1984: First Visit                                     | ezz-thetics             | 1984 | 2024 | solo                                                                                                  |
| Quartet (England) 1985                                          | Burning Ambulance Music | 1985 | 2025 | Braxton, Crispell, Dresser, Hemingway                                                                 |

## Duos, Trios und weitere kollaborative Bandprojekte
| Formation                                                                                 | Album                                                          | Musiklabel               | rec     | VÖ   | Anmerkungen                                                                                         |
| ----------------------------------------------------------------------------------------- | -------------------------------------------------------------- | ------------------------ | ------- | ---- | --------------------------------------------------------------------------------------------------- |
| Circle                                                                                    | Circle-1 Live in German Concert                                | CBS/SONY                 | 1971    | 1971 | mit Dave Holland, Chick Corea, Barry Altschul                                                       |
| Circle                                                                                    | Circle 2: Gathering                                            | CBS/SONY                 | 1971    | 1971 | mit Dave Holland, Chick Corea, Barry Altschul                                                       |
| Circle                                                                                    | Paris – Concert                                                | ECM Records              | 1971    | 1972 | mit Dave Holland, Chick Corea, Barry Altschul                                                       |
| Anthony Braxton / Gunter Hampel / Jeanne Lee                                              | Familie                                                        | Birth Records            | 1972    | 1972 | |
| Joseph Jarman / Anthony Braxton                                                           | Together Alone                                                 | Delmark Records          | 1974?   | 1974 | |
| Anthony Braxton & Derek Bailey                                                            | Duo                                                            | Emanem                   | 1974    | 1974 | auch als Live at Wigmor bei Inner City Records                                                      |
| Anthony Braxton, Derek Bailey                                                             | Royal Volume 1                                                 | Incus                    | 1974    | 1984 | 2017 mit zweitem Teil des Konzerts als Royal (Volumes 1 & 2) bei Honest Jon's Records               |
| Anthony Braxton, Leroy Jenkins, Leo Smith                                                 | Silence                                                        | Freedom                  | 1969    | 1974 | |
| Creative Construction Company                                                             | Creative Construction Company (Vol. 1 & 2)                     | Muse Records             | 1975    | 1975 | Anthony Braxton, Leroy Jenkins, Muhal Richard Abrams, Richard Davis, Steve McCall, Wadada Leo Smith |
| Anthony Braxton/George Lewis Duo                                                          | Elements of Surprise                                           | Moers Music              | 1976    | 1978 | mit Georger Lewis                                                                                   |
| Anthony Braxton / Richard Teitelbaum                                                      | Open Aspects '82                                               | hatART                   | 1982?   | 1982 | |
| Anthony Braxton / John Lindberg                                                           | Six Duets (1982)                                               | CECMA                    | 1982    | 1982 | |
| Giorgio Gaslini / Anthony Braxton                                                         | Four Pieces                                                    | Dischi della Quercia     | 1981    | 1982 | |
| Charlie Mariano Meets Anthony Braxton                                                     | Elegy for a Goose                                              | Mariano Studios          | 1981    | 1982 | mit Joe Fonda, Günter Baby Sommer, Aki Takase                                                       |
| Neighbours with Anthony Braxton                                                           | Neighbours With Anthony Braxton                                | GNM                      | 1984    | 1984 | mit Dieter Glawischnig, Ewald Oberleitner, John Preininger                                          |
| Anthony Braxton, Derek Bailey                                                             | Moment Précieux                                                | Victo                    | 1986    | 1987 | |
| Gino Robair / Anthony Braxton                                                             | Duets 1987                                                     | Radtacan                 | 1987    | 1987 | |
| Anthony Braxton, Rova Saxophone Quartet                                                   | The Aggregate                                                  | sound aspects            | 1986/88 | 1988 | |
| Barry Guy / Anthony Braxton With London Jazz Composers Orchestra                          | Zurich Concerts                                                | Intakt                   | 1987    | 1988 | |
| Anthony Braxton, Marilyn Crispell                                                         | Duets – Vancouver, 1989 (Four Compositions by Anthony Braxton) | Music & Arts             | 1989    | 1990 | |
| Andrew Voigt / Anthony Braxton                                                            | Kol Nidre                                                      | Sound aspects            | 1988    | 1990 | |
| Anthony Braxton / Evan Parker                                                             | Duo (London) 1993                                              | Leo                      | 1993    | 1993 | |
| Anthony Braxton & George Lewis                                                            | Donaueschingen (Duo) 1976                                      | hatART                   | 1976    | 1994 | |
| Anthony Braxton / Evan Parker / Paul Rutherford                                           | Trio (London) 1993                                             | Leo                      | 1993    | 1994 | |
| David Rosenboom / Anthony Braxton                                                         | Two Lines                                                      | Lovely Music             | 1995    | 1995 | |
| Abraham Adzinyah / Anthony Braxton                                                        | Duo (Wesleyan) 1994                                            | Leo                      | 1994    | 1995 | |
| Anthony Braxton & Hildegard Kleeb                                                         | Piano Music (Notated) 1968-1988                                | hatART                   | 1968    | 1996 | |
| Anthony Braxton, Ensemble Braxtonia                                                       | 2 Compositions (Järvenpää) 1988                                | Leo                      | 1988    | 1996 | |
| Anthony Braxton and the Fred Simmons Trio                                                 | 9 Standards (Quartet) 1993                                     | Leo                      | 1993    | 1996 | |
| Anthony Braxton & Richard Teitelbaum                                                      | Duet: Live At Merkin Hall                                      | Music & Arts             | 1994    | 1996 | |
| Anthony Braxton / Mario Pavone Quintet                                                    | Seven Standards 1995                                           | Knitting Factory Works   | 1995    | 1995 | |
| Anthony Braxton / Stewart Gillmor Duo                                                     | 14 Compositions (Traditional) 1996                             | Leo                      | 1996    | 1996 | |
| Ran Blake & Anthony Braxton                                                               | A Memory Of Vienna                                             | hatART                   | 1988    | 1997 | |
| Anthony Braxton – Joe Fonda                                                               | 10 Compositions (Duet) 1995                                    | Konnex                   | 1995    | 1997 | |
| Borah Bergman / Anthony Braxton / Peter Brötzmann                                         | Eight by Three                                                 | Mictery                  | 1997    | 1997 | |
| Anthony Braxton / Georg Gräwe                                                             | Duo (Amsterdam) 1991                                           | Okka Disk                | 1991    | 1997 | |
| Anthony Braxton / Brett Larner                                                            | 11 Compositions (Duo) 1995                                     | Leo                      | 1995    | 1997 | |
| Lee Konitz, Pat Metheny, Chick Corea, Jack DeJohnette, Miroslav Vitous, Anthony Braxton   | Creative Music Studio – Woodstock Jazz Festival 2              | Douglas                  | 1981    | 1997 | |
| Anthony Braxton / Lauren Newton                                                           | Composition 192 (For Two Musicians & Constructed Environment)  | Leo                      | 1996    | 1998 | |
| The Kevin Norton Ensemble and Anthony Braxton                                             | „For Guy Debord“ (In Nine Events)                              | Barking Hoop Recordings  | 1998    | 1998 | |
| Anthony Braxton / Brandon Evans                                                           | Composition No. 249                                            | Parallactic Recordings   | 1999?   | 2000 | |
| Brandon Evans / Anthony Braxton                                                           | Elliptical Axis 15                                             |                          | 2000    | 2000 | |
| Anthony Braxton, Scott Rosenberg                                                          | Compositions / Improvisations 2000                             | Barely Auditable Records | 2000    | 2000 | |
| Anthony Braxton & Taylor Ho Bynum                                                         | Duets (Wesleyan) 2002                                          | Innova                   | 2002    | 2002 | |
| Wadada Leo Smith – Anthony Braxton                                                        | Organic Resonance                                              | Pi Recordings            | 1989    | 2003 | |
| Anthony Braxton, Sonny Simmons, Brandon Evans, Andre Vida, Mike Pride, Shanir Blumenkranz | dto.                                                           | Parallactic Recordings   | 2003    | 2003 | |
| Anthony Braxton, Marilyn Crispell                                                         | Duets: Vancouver, 1989 (Four Compositions by Anthony Braxton)  | Music & Arts             | 1989    | 2003 | |
| Andrew Cyrille / Anthony Braxton                                                          | Duo Palindrome 2002. Vol. 1/2                                  | Intakt Records           | 2002    | 2004 | |
| Wadada Leo Smith & Anthony Braxton                                                        | Saturn, Conjunct the Grand Canyon in a Sweet Embrace           | Pi Recordings            | 1989    | 2004 | |
| Anthony Braxton – György Szabados – Vladimir Tarasov                                      | Triotone                                                       | Leo Records              | 2003    | 2004 | |
| Anthony Braxton & Milo Fine                                                               | Shadow Company                                                 | Enanem                   | 2004    | 2005 | |
| Anthony Braxton & Walter Franks                                                           | 4 Improvisations (Duets) 2004                                  | Leo Records              | 2004    | 2005 | |
| Anthony Braxton / Matt Bauder                                                             | 2 + 2 Compositions                                             | 482 Music                | 2003    | 2005 | |
| André Vida, Anthony Braxton, Loren Dempster, Tyshawn Sorey                                | Child Real Eyes                                                | Vidatone                 | 2005?   | 2005 | |
| Wolf Eyes & Anthony Braxton                                                               | Black Vomit                                                    | Victo                    | 2005    | 2006 | |
| Anthony Braxton & Chris Dahlgren                                                          | ABCD                                                           | Not Two Records          | 2003    | 2006 | |
| Anthony Braxton & Fred Frith                                                              | Duo (Victoriaville) 2005                                       |                          | 2005    | 2006 | |
| Anthony Braxton, Milford Graves, William Parker                                           | Beyond Quantum                                                 | Tzadik                   | 2008?   | 2008 | |
| Anthony Braxton / Joe Morris                                                              | Four Improvisations (Duo) 2007                                 | Clean Feed               | 2007    | 2008 | |
| Anthony Braxton + Italian Instabile Orchestra                                             | Creative Orchestra (Bolzano) 2007                              | RAI                      | 2007    | 2008 | |
| Anthony Braxton and The AIMToronto Orchestra                                              | Creative Orchestra (Guelph) 2007                               | Spool                    | 2007    | 2008 | |
| Anthony Braxton / Kyle Brenders                                                           | Toronto (Duets) 2007                                           | Barnyard Records         | 2007    | 2008 | |
| Anthony Braxton / Joëlle Léandre                                                          | Duo (Heidelberg Loppem) 2007                                   | Leo                      | 2007    | 2009 | |
| Anthony Braxton, Maral Yakshieva                                                          | Improvisations (Duo) 2008                                      | Solyd                    | 2008    | 2009 | |
| Anthony Braxton / Ann Rhodes                                                              | GTM (Syntax) 2003                                              | Leo                      | 2003    | 2010 | |
| Anthony Braxton – Gerry Hemingway                                                         | Old Dogs                                                       | Mode Avant               | 2007    | 2010 | |
| Anthony Braxton / John McDonough                                                          | 6 Duos (Wesleyan) 2006                                         | Nessa Records            | 2006    | 2010 | |
| Anthony Braxton / Ben Opie                                                                | Duets (Pittsburgh) 2008                                        | OMP                      | 2008    | 2010 | |
| Anthony Braxton & Buell Neidlinger                                                        | 2 By 2                                                         | K2B2 Records             | 1989    | 2012 | |
| Anthony Braxton / Tomas Fujiwara / Tom Rainey                                             | Trio (New Haven) 2013                                          | New Braxton House        | 2013    | 2014 | |
| Anthony Braxton & Taylor Ho Bynum – Duo (Amherst) 2010                                    | New Braxton House                                              |                          | 2010    | 2013 | |
| Anthony Braxton – Miya Masaoka                                                            | Duo (DCWM) 2013                                                | RogueArt                 | 2013    | 2016 | |
| Anthony Braxton, Taylor Ho Bynum, Nels Cline, Greg Saunier                                | Quartet (New Haven) 2014                                       | Firehouse 12 Records     | 2014    | 2019 | |
| Anthony Braxton, Jacqueline Kerrod                                                        | Duo (Bologna) 2018                                             | I Dischi di Angelica     | 2018    | 2019 | |
| Anthony Braxton, James Fei                                                                | Duet                                                           | Other Minds              | 2021    | 2021 | |
| Anthony Braxton – Roland Dahinden – Hildegard Kleeb                                       | Four Compositions (Wesleyan) 2013                              | Prague Music Platform    | 2013    | 2023 | |
| Wolf Eyes x Anthony Braxton                                                               | Live at Pioneer Works, 26 October 2023                         | ESP-Disk                 | 2023    | 2025 | mit Johnny Olson, Nate Young                                                                        |

## Alben als Solist bei weiteren Produktionen
| Album                                                                      | Künstler                                              | Musiklabel           | rec  | VÖ     | Anmerkungen                                                                                           |
| -------------------------------------------------------------------------- | ----------------------------------------------------- | -------------------- | ---- | ------ | --- |
| Levels and Degrees of Light                                                | Muhal Richard Abrams                                  | Delmark              | 1967 | 1967   | |
| The 8th of July 1969                                                       | Gunter Hampel                                         | Birth                | 1969 | 1969   | |
| Black Suite                                                                | Jacques Coursil                                       | America              | 1969 | 1969?  | |
| Luna Surface                                                               | Alan Silva and His Celestial Communications Orchestra | BYG                  | 1969 |        | |
| Archie Shepp & Philly Joe Jones                                            | Archie Shepp & Philly Joe Jones                       | America              | 1969 | 1970?  | |
| Afternoon of a Georgia Faun                                                | Marion Brown                                          | ECM                  | 1970 | 1971   | |
| Circling In                                                                | Chick Corea                                           | Blue Note            | 1970 | 1970?  | |
| Circulus                                                                   | Chick Corea                                           | Blue Note            | 1970 | 1970?  | |
| My Country                                                                 | Alan Silva & His Celestrial Communication Orchestra   | Leo                  | 1971 | 1971   | |
| Gathering                                                                  | Chick Corea                                           | CBS/SONY             | 1971 | 1972 ? | |
| Conference of the Birds                                                    | Dave Holland Quartet                                  | ECM                  | 1972 | 1973   | mit Sam Rivers, Barry Altschul                                                                        |
| Richard Teitelbaum with Anthony Braxton                                    | Time Zones                                            | Arista               | 1977 | 1977   | |
| Max Roach Featuring Anthony Braxton                                        | Birth and Rebirth                                     | Black saint          | 1978 | 1978   | |
| For Players Only                                                           | Leroy Jenkins and The Jazz Composer’s Orchestra       | JCOA                 | 1975 | 1976?  | |
| Enfant Terrible                                                            | Gunter Hampel                                         | Birth                | 1975 | 1976?  | |
| Pearls                                                                     | Globe Unity Orchestra With Guests                     | FMP                  | 1975 | 1976?  | |
| Jahrmarkt/Local Fair                                                       | Globe Unity Orchestra                                 | FMP                  | 1975 | 1976?  | |
| New American Music, Volume 3                                               | New York Section of Composers of the 70s              | Folkways             | 1975 | ?      | |
| Company 2                                                                  | Derek Bailey                                          | Incus                | 1976 | 1977?  | |
| Roscoe Mitchell with Anthony Braxton                                       | Duets                                                 | Sackville Recordings | 1977 | 1978   | |
| Impressions: Three Motions With Soloists From Chicago, New York And Vienna | Reform Art Unit                                       | RAU                  | 1978 | ?      | mit Clifford Thornton, Fritz Novotny, Paul Fickl, Heinz Jäger, Walter Muhammad Malli, Walter Schiefer |
| Max Roach Featuring Anthony Braxton                                        | One in Two – Two in One                               | HatHut Records       | 1979 | 1980   | |
| Woody Shaw with Anthony Braxton                                            | The Iron Men                                          | Muse Records         | 1977 | 1981   | mit Cecil McBee, Victor Lewis, Muhal Richard Abrams                                                   |
| Derek Bailey                                                               | Company 5                                             | Incus                | 1977 | 1978   | |
| Sketches from Bamboo                                                       | Roscoe Mitchell Creative Orchestra                    | Moers Music          | 1979 | 1979   | |
| Budding of a Rose                                                          | Leo Smith Creative Orchestra                          | Moers Music          | 1979 | 1979   | |
| Braxton & Stockhausen                                                      | Marianne Schroeder                                    | hatART               | 1982 | 1984   | mit Garrett List                                                                                      |
| Paul Smoker Trio With Special Guest Anthony Braxton                        | QB                                                    | Alvas Records        | 1984 | 1984   | mit Ron Rohovit, Phil Haynes                                                                          |
| John Lindberg                                                              | Trilogy of Works for Eleven Instrumentalists          | Black Saint          | 1984 | 1985   | |
| The Theory of Impossible Sound                                             | Larry Polansky                                        | Artifacts            | 1986 | ?      | |
| Concerto Grosso (1985) for Human Concertini and Robotic Ripieno            | Richard Teitelbaum                                    | hatART               | 1986 | 1988   | |
| She Left Me for a She                                                      | Gino Robair                                           | Rastacan             | 1987 | 1987   | |
| Final Interplay                                                            | Warne Marsh/Larry Koonse                              | jazzbank             | 1987 | 2004   | |
| October Meeting 1987, Part 2                                               | Gerry Hemingway                                       | BIMHuis              | 1987 |        | |
| Theory of Motion                                                           | Fred Lonberg-Holm with Anthony Braxton/William Winant | Pogus Productions    | 1990 | 1990   | |
| Angles of Entrance                                                         | Douglas Ewart and Inventions Clarinet Choir           | Aarawak              | 1990 | 1990   | |
| 3 Quartets: October Meeting 1991                                           | October Meeting                                       | BIMHuis              | 1991 | 1997   | Misha Mengelberg, Mark Dresser, Han Bennink                                                           |
| Naima                                                                      | Roland Dahinden Trios                                 | Mode                 | 1995 | 1997   | |
| Conversin’ with the Elders                                                 | James Carter                                          | Atlantic             | 1996 | 1006   | Braxton ist zu horen in „Naima“ und „Composition #40Q“.                                               |
| From the Source                                                            | Joe Fonda                                             | Konnex               | 1996 | 1997   | |
| Middletown Experiments 1996-1999                                           | Seth Misterka                                         | EMM                  | 1996 | 1996?  | |
| For Guy Debord (In Nine Events)                                            | Barking Hoop                                          |                      | 1996 | 1999   | |
| Taylor Ho Bynum Ensemble with Anthony Braxton                              | Taylor Ho Bynum                                       | –                    | 1998 | 1998   | |
| 5 x 5 1.2 = A                                                              | John Shiurba                                          | Rastascan            | 2006 | 2006   | |
| Rosa Parks: Pure Love                                                      | Wadada Leo Smith                                      | TUM                  | 2017 | 2019   | |

## Kompilationen
| Album                                                                                       | Musiklabel         | VÖ   | Anmerkungen |
| ------------------------------------------------------------------------------------------- | ------------------ | ---- | --- |
| Die Braxton Box                                                                             | Moers Music        | ?    | Die 5-LP-Box enthielt die Alben Live At Moers, Live At Moers Festival, Elements Of Surprise, Seven Compositions |
| The Long March                                                                              | hatART             | 1985 | Max Roach Duos with Archie Shepp and Anthony Braxton                                                            |
| Silence / Time Zones                                                                        | Black Lion Records | 1996 | Anthony Braxton, Richard Teitelbaum                                                                             |
| Compositions Iridium (2006) Selections from the Box Set                                     | New Braxton House  | 2007 | |
| The Complete Arista Recordings of Anthony Braxton                                           | Mosaic Records     | 2008 | |
| Composition, Improvisation, Synthesis – Selections from the Tri-Centric Foundation Archives | New Braxton House  | 2011 | Aufnahmen von 1975 bis 2008                                                                                     |
| Past, Present, Future: Selections from the Tri-Centric Foundation Archives Vol. 2           | New Braxton House  | 2015 | |
| Freedom Years                                                                               | Freedom            | 2021 | Kompilation der beiden LPs für das Label Freedom                                                                |

## Aufnahmen der Kompositionen Braxtons (Auswahl)
| Album                                                               | Musiklabel            | VÖ   | Künstler | Anmerkungen |
| ------------------------------------------------------------------- | --------------------- | ---- | --- | ----------- |
| Composition No. 95 for Two Pianos                                   | Arista                | 1980 | Ursula Oppens, Frederic Rzewski |             |
| 2 Compositions (Järvenpää) 1988                                     | Leo Records           | 1989 | Ensemble Braxtonia |             |
| Piano Music (Notated) 1968-1988                                     | hat ART               | 1996 | Hildegard Kleeb |             |
| Earth Music – Ten Years of Meridian Music: Composers in Performance | Innova Recordings     | 2010 | Philip Gelb & Jie Ma |             |
| 3 Compositions (EEMHM) 2011                                         | Firehouse 12 Records  | 2016 | Taylor Ho Bynum, Carl Testa, Mary Halvorson                                                                                                 |             |
| Agora, Questions of Transfiguration, Vogelfrei                      | –                     | 2016 | The Tri-Centric Orchestra: Blake, Bynum, Laubrock                                                                                           |             |
| Ghost Trance Solos                                                  | all that dust         | 2020 | Kobe Van Cauwenberghe |             |
| Ghost Trance Septet Plays Anthony Braxton                           | El Negocito Records   | 2022 | Kobe Van Cauwenberghe’s Ghost Trance Septet                                                                                                 |             |
| Trillium X                                                          | Prague Music Platform | 2025 | Ensemble unter der Leitung von Roland Dahinden im DOX (Centre for Contemporary Art) in Prag und in der Edith-Stein-Schule in Darmstadt 2023 |             |